# Історія Південно-Африканської Республіки
Історія Південної Африки характеризується міграційними процесами та етнічними конфліктами. XX століття відзначалося ставленням та боротьбою проти апартеїду.

## Давня історія

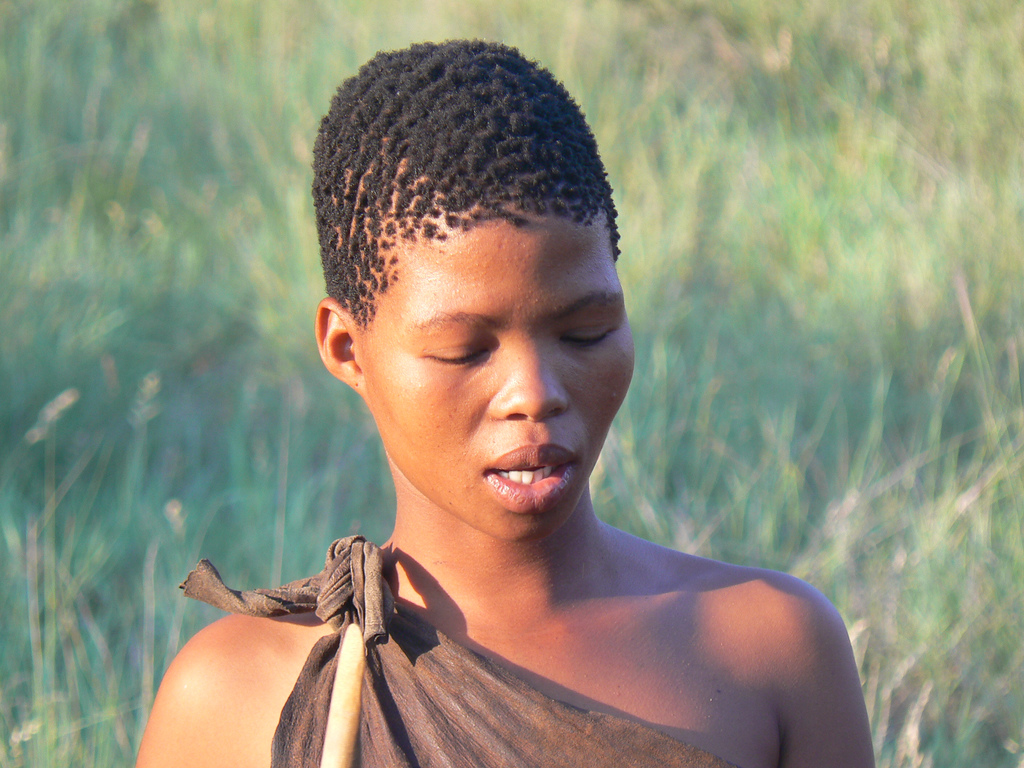
Жінка народності Сан

Протягом останніх 10 тисяч років територію сучасної ПАР населяли кочові племена мисливців-збирачів народності Сан (їхніх сучасних нащадків називають бушменами). Близько 2 тисяч років тому племена Сан перейшли на осілий спосіб життя і почали випасати худобу, яку вони запозичили від банту-мовних племен, котрі мігрували на південь. Племена Койїв мігрували на південь уздовж західного узбережжя країни
Близько 500 р. до н. е. племена банту почали мігрувати з берегів Лімпопо на південь. Народність Нгуні (племена зулусів, коса, свазі, ндебеле) заселили територію сьогоднішніх провінцій Квазулу-Наталь і Східний Кап; народності Суто (з півночі та півдня) і Тсвана заселили центральні регіони, а Венда, Лемба та Шангаан-Тсонга залишилися на півночі.

## Колонізація Південної Африки

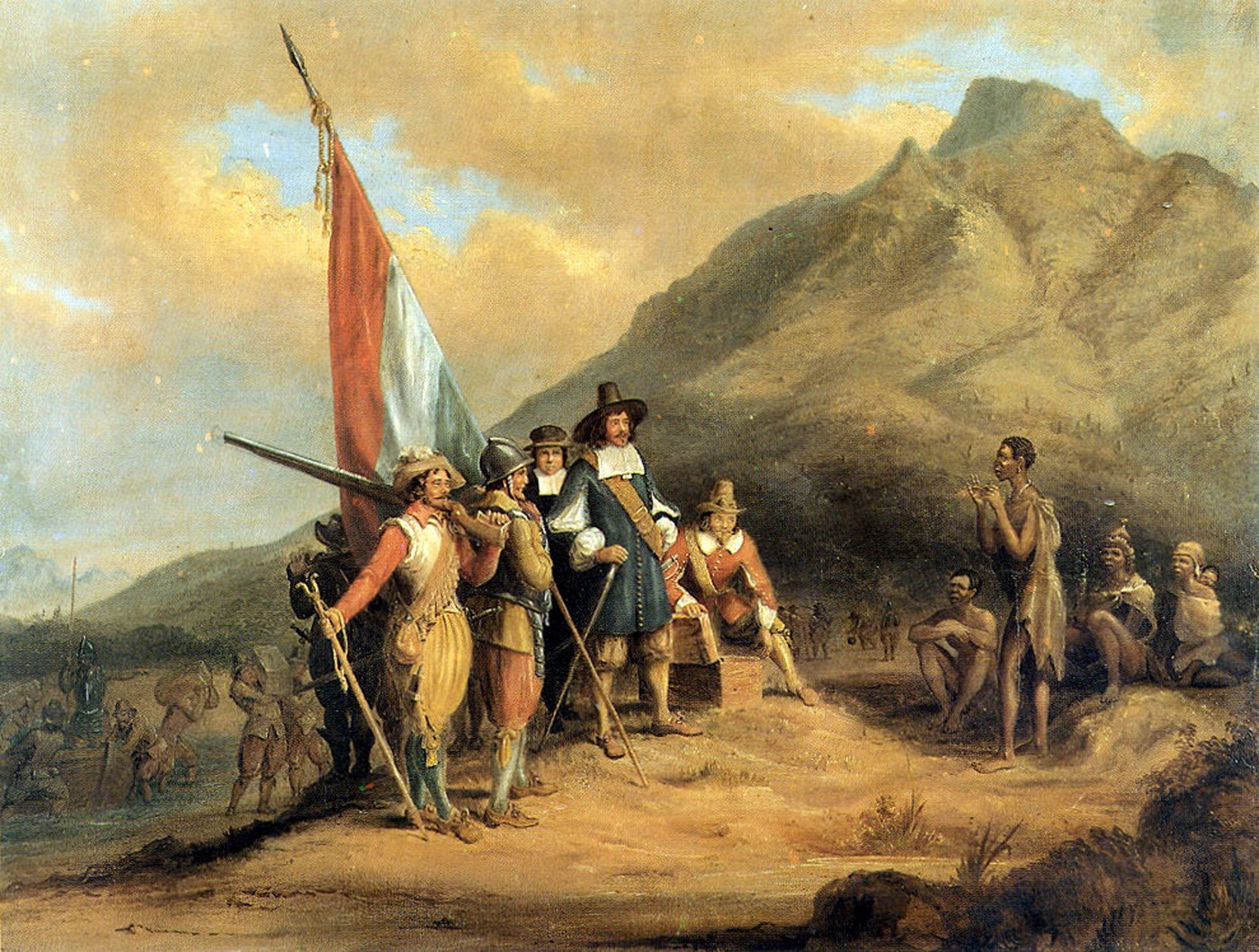
Прибуття Яна ван Рібека до Капу (Картина 1848 р.)

Племена Койкоїв першими зустріли голландських прибульців під керівництвом Яна ван Рібека, який у 1652 році заснував у Капі базу для Голландської Ост-Індійської компанії з метою забезпечення провіантом і водою транзитних кораблів, а також для надання медичної допомоги хворим.
Протягом 17 ст. поселення Капу виросло з невеликої постачальної бази у справжню колонію. Разом з цим зростав і опір Койкоїв колонізаторам, котрі прагнули захопити якомога більше їхніх споконвічних земель. Використовуючи рабів, яких завозили зі сходу як підкріплення, білі колонізатори дедалі глибше просувалися на північ континенту, де засновували нові й нові ферми. Вони навіть розвинули свій місцевий діалект, котрий згодом перетворився на мову африкаанс, що належить до індо-європейської групи. Ізольованість колонізаторів призвела до різкого зростання своєрідної форми сегрегації між ними та місцевим чорним населенням.
У 1779 році у східному Капі суперечки за контроль над пасовищами призвели до вибуху першого з дев'яти прикордонних військових конфліктів між білими та племенами Коса.
У 1795 році територія Капу була анексована Британією, проте через 8 років її знову було повернуто під контроль Батавської республіки (назва Нідерландів під владою Наполеона).
У 1834 році 12-тисячна армія племені коса на річці Койскама напала на британців, котрі ледве втримали свої позиції. Бури тим часом просувалися далі на схід до узбережжя Індійського океану, де заснували табір під назвою Порт-Наталь, котрий згодом перейменували на Дурбан. Протягом 1838-1843 років вони самостійно правили своєю республікою Наталь, аж доки у 1843 році британці не проголосили Наталь своєю колонією. У 1854 році у Капській колонії був утворений представницький уряд (на нерасових засадах), а згодом у 1856 р. була знову проголошена Республіка Наталь.

## Загострення конфліктів
На той час ось уже 200 років минуло з того дня, як бури заселили Кап. Вони презирливо ставились до правління британців, ненавиділи койкойську «Хартію Свободи» і не визнавали відміну рабства 1834 року. У 1835 році почалася масова міграція («Великий трек») африканерів-першопрохідців на північ, у глибину материка.

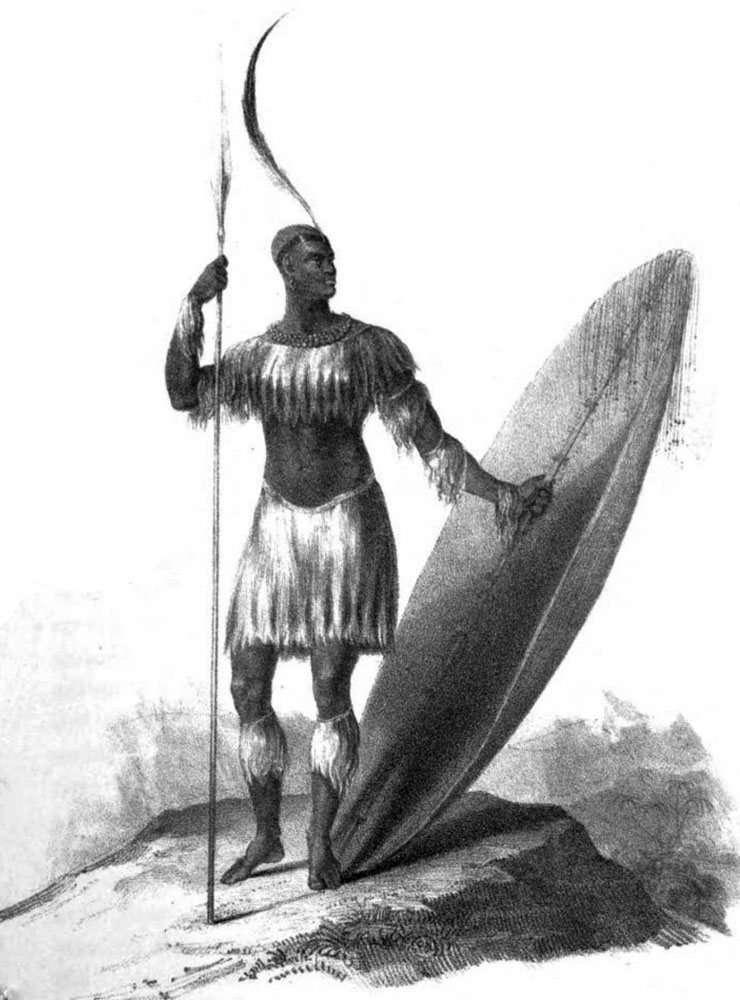
Король Шака

І британці, і африканери зіткнулися із переселенцями племені Мфекане (руйнівники), в результаті чого була спровокована ціла низка кривавих конфліктів, котрі призвели до серйозної кризи як на східному морському узбережжі, так і в материковій зоні. Король Шака спромігся об'єднати роздрібнені племена у єдине могутнє військо.
У 1838 році на річці Кривавій африканери зійшлися у кровопролитному бою з королем Дінгане, наступником короля Шаки, а британські колонізатори пізніше у 1879 році відчули на собі міць зулуської люті в битві під Ісандлвана, а пізніше під Кетшвайо поблизу містечка Улунді.

## Становлення бурських республік
Після того, як африканери-першопрохідці заглибились далі на північ у Наталь, перейшовши через річку Оранжеву, і на схід, через пасмо Драконових гір, британські колонізатори дозволили їм облаштувати тут дві незалежні бурські республіки — Оранжеву Вільну Державу (нинішня провінція Вільна Держава) та Трансвааль (нині включає чотири провінції: Готенг, Мпумаланга, Північну і Північно-Західну провінції).
Якийсь час здавалося, що ці республіки розвинуться в стабільні держави, незважаючи на розпорошеність населення, відсутність промисловості, а також слаборозвинутість сільського господарства. Відкриття алмазів поблизу Кімберлі перевернув бурів "світ з ніг на голову (1869). Перші алмази прийшли з землі, що належить племені гріква, але на ці землі претендували і Трансвааль і Оранжева вільна держава. Велика Британія швидко вирішила проблему шляхом анексії області до себе.
Відкриття у Кімберлі алмазних шахт розв'язав потік європейських і чорних робітників у цей район. Міста виникали, і в них жителі ігнорували «правильний» поділ на білих і чорних. І бури висловлювали обурення, що їхні бідні республіки втратили економічні вигоди від шахт.

### Відкриття корисних копалин
Відкриття у 1867 році покладів алмазів у північному Капі, а потім золота поблизу Вітватерсранду у 1886 році назавжди змінило зовнішність південної Африки. Колишня глуха провінція раптом перетворилась на справді скарбницю світового масштабу. Іммігранти з усього світу тисячами прибували сюди у пошуках щастя, перетворюючи фермерські угіддя та пасовища на промислові зони по видобутку корисних палин. Центром промислового буму став Йоганнесбург, де з часом оселилися великі єврейські общини, іммігранти з Німеччини, Греції, Португалії, Італії. У 60-ті роки 19 ст. на східне узбережжя почали прибувати робітники з Індії для роботи на цукрових плантаціях. Протягом 19 ст. світлошкіре населення півдня Африки суттєво збільшилось за рахунок великих груп англійських поселенців, а потім — шукачів пригод і скарбів. І сьогодні світлошкірі, «кольорові» та індуси складають досить велику меншину сучасної Південної Африки.

## Англо-бурські війни

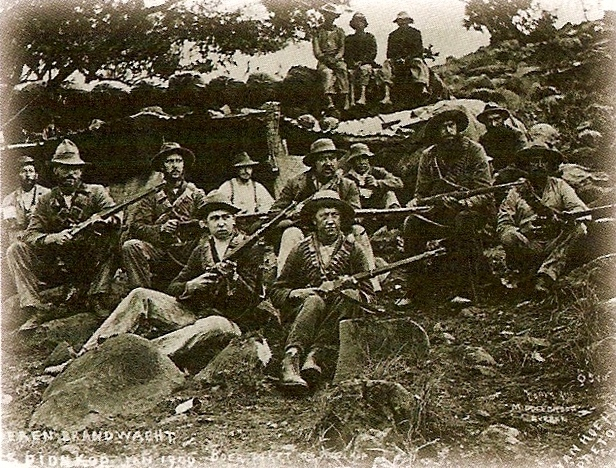
Бурські партизани (1900 р.)

Напруженість між британськими пленцями і трансваальським урядом призвела до Першої англо-бурської війни. Ганебна поразка під горою Маджуба у 1881 році змусила британців відновити самоуправління у Трансваалі. Друга англо-бурська війна вибухнула у 1899 року, коли трансваальський Президент Поль Крюгер і Високий Комісар Капської колонії Лорд Мільнер не змогли розв'язати суперечку щодо прав «уітлендерів» (британських поселенців). На самому початку бойових дій завдяки високій майстерності воєначальників бурських командос, бритаці зазнавали одну поразку за одною. Проте після введення в дію численних експедиційних сил у 1902 році британці змогли здолати опір і перемогти бурів.

### Перша англо-бурська війна
Давні образи бурів викликала широкомасштабний заколот у Трансваалі (під британським контролем, з 1877), що у 1880 році вилився у Першу англо-бурську війну, відому серед африканерів, як "війна незалежність". Цей конфлікт закінчився майже відразу після блискучої перемоги бурів у битві на горі Маджуба (27 лютого 1881 р.). Республіка відновила свою незалежність, як Південно-АФриканська Республіка (афр. Zuid-Afrikaansche Republiek). Поль Крюгер, один з керівників повстання, став президентом в 1883 році. Тим часом, британці, які розглядали свою поразку на Мажубі як прикре непорозуміння, йшов вперед у їх бажанні федералізації і об'єднанні південноафриканських колоній і республік. Вони вбачали в цьому найкращий спосіб прийти до згоди з білою більшістю африканерів, що сприяло б просуванню їхніх великих стратегічних інтересів в регіоні.

### Міжвоєнний період
У 1879 р. Зулуленд потрапив під британський контроль. Потім, в 1886 р. австралійський дослідник виявив золото у Вітватерсранд(Witwatersrand), що прискорило процеси британської експансії. До середини 1890-х рр. населення Йоганнесбурга зросло більш ніж до 100 тисяч ., і Південно-Африканська Республіка раптом стала місцем міграції тисячі уітландерів (uitlanders)- як чорних, так і білих. Вони витиснули бурів на другий план. Приплив Чорної праці, зокрема, занепокоїло бурів, оскільки брак робочих місць означав, що вони будуть ще більше страждати від економічних труднощів.
Величезні багатства шахт, в значній мірі контрольовані європейськими „рендлордами“, скоро стали недоступні для британців. У 1895 році група ренегатів, на чолі з капітаном Леандером Старр Джеймсоном вторглася на територію республіки з наміром викликати повстання у Вітватерсранді і встановити британську адміністрацію. Це вторгнення стало відомим як Рейд Джеймсона . Операція закінчилася фіаско. Але для Крюгера здавалося очевидним, що його республіка зіткнулася з небезпекою. Він відреагував, створенням союзу із Оранжевою вільною державою.

### Друга англо-бурська війна
Ситуація досягла своєї кульмінації у 1899 році, коли англійці зажадали виборчих прав для 60000 іноземних білих у Вітвотерсранді. До цього моменту уряд Крюгера позбавив всіх іноземців права голосу. Крюгер відхилив британські вимоги і закликав до відведення британських військ від кордонів республіки. Коли англійці відмовилися, Крюгер оголосив війну. Розпочалася Друга англо-бурська війна, що тривали довше, ніж перша, а самі британці, навчені гірким досвідом Маджуби, були підготовленими набагато більше. У червні 1900 р., Преторія, останнє з великих бурських міст здалося. Однак опір з боку бурських біттерейндерсів тривав протягом двох років із застосуванням партизанської боротьби, у відповідь на яку англійці у свою чергу використали тактику випаленої землі. До 1902 року 26 000 жінок і дітей померли від хвороб і халатності у концентраційних таборів. 31 травня 1902 р. був підписаний мирний договір Феріїніхінзі (Vereeniging). Відповідно до його умов, бурські республіки визнавала суверенітет Великої Британії, а англійці у свою чергу, взяли на себе зобов'язання відновлення районів, що перебувають під їхнім контролем.

## Становлення Південно-Африканського Союзу
Мирна угода, підписана у містечку Верінігінг, була вигідною для переможених. Згідно з нею у 1908 році були оголошені чотири провінції: Капська (Кап), Наталь, Оранжева Вільна Держава і Трансвааль, які згодом стануть основою для нової держави. 10 травня 1910 року був проголошений Південно-Африканський Союз, як домініон з правом самоуправління у складі Британської Імперії. Із переговорного процесу була виключена переважна більшість чорного населення, до того ж його було позбавлено прав на більшість земель, якими вони володіли.
З часу заснування Союзу і до кінця Другої світової війни Південна Африка виросла у сучасну високорозвинену країну і почала підводити юридичну базу для узаконення расової дискримінації. Спротив темношкірого населення призвів до заснування у 1912 році Африканського Національного Конгресу (АНК). У відповідь білі африканери засновують Національну партію (НП), котра у 1948 році перемагає на виборах „лише для білих“. Захопивши владу білі обіцяють захищати мову, культуру та історичну спадщину африканерів, а також домогтися повної політичної та економічної незалежності від Британії. Більш того, НП розробила сувору систему територіальної, соціальної та політичної сегрегації, відомої як система апартеїду, що, в свою чергу, ще більше посилило спротив темношкірих у повоєнний період. Коли у 1960 році у Шарпевілі(Шарпевілльська бійня) було вбито 69 мирних демонстрантів, світова громадськість засудила апартеїд і країна була виключена зі Співдружності.

## Зростання опозиції
Після подій у Шарпевіллі Африканський національний конгрес створює збройне крило, і починає активну визвольну боротьбу, в ході якої разом з багатьма лідерами цієї партії був заарештований і ув'язнений Нельсон Мандела. Він був звинувачений у зраді і у 1964 році засуджений до довічного ув'язнення на острові Роббен Айленд. Південно-Африканський Конгрес під проводом Роберта Собукве ще більше активізував визвольну кампанію, у відповідь на що уряд країни вдався до ще суворіших заходів, спрямованих на придушення визвольного руху темношкірих.
Після вбивства Гендріка Фервурда у 1966 року його наступники Форстер і Бота запровадили деякі реформи, посиливши заходи внутрішньої безпеки. Проте баланс сил почав радикально змінюватись. Робоча опозиція, міжнародні санкції, сучасні економічні умови розхитали систему апартеїду і зробили її абсолютно недієздатною.
16 червня 1976 року учні та студенти передмістя Совето вийшли на демонстрацію, протестуючи проти насильницького впровадження у школах „для чорних“ обов'язкового вивчення мови африкаанс. Метою заворушень було спровокувати кампанію непокори і зробити ситуацію в передмісті і у країні некерованою. Оголошення урядом надзвичайного стану не спинило хвилю протесту.
Незадоволення у суспільстві також викликала зовнішня політика уряду, зокрема Південно-Африканська прикордонна війна, яка розпочалася у 1966 і затягнулася аж до 1989 р.

## Наростання протесту і кінець апартеїду (1980—1994)

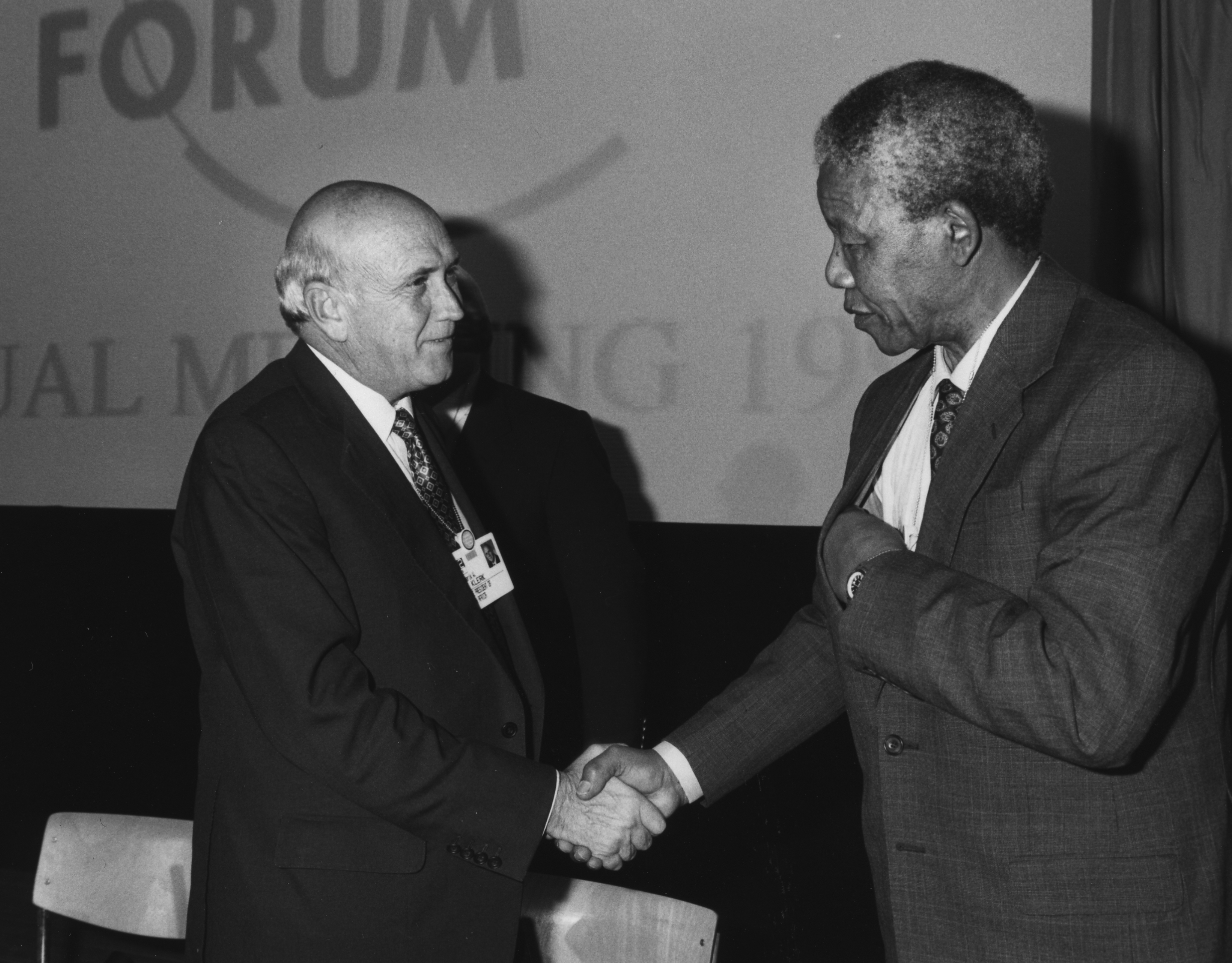
Фредерік Вільгельм де Клерк (ліворуч) та Нельсон Мандела

До початку вісімдесятих, після завоювання незалежності Анголою, Мозамбіком і Зімбабве, хвиля визвольного руху в Африці докотилась і до кордонів ПАР. У 1990 році настав кінець холодній війні, незалежною стала Намібія, наступником Боти і президентом став Фредерік де Клерк. Він зняв заборону з АНК, звільнив Нельсона Манделу і почав офіційні переговори про новий політичний устрій країни.

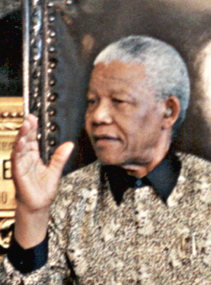
Нельсон Мандела (1998)

Після довгих переговорів, до яких були залучені численні політичні партії, була прийнята перехідна конституція, і вже у квітні 1994 року південноафриканці, незалежно від кольору шкіри і расової належності, взяли участь у перших в історії країни демократичних виборах. Переконливу перемогу отримав АНК, а 10 травня 1994 року Нельсон Мандела був проголошений першим чорношкірим президентом Південної Африки.

## Країна молодої демократії
Після виборів з країни були зняті міжнародні санкції і ПАР знову зайняла своє місце у міжнародних і регіональних організаціях. Остаточний варіант Конституції був підписаний президентом Манделою 10 грудня 1996 року. У червні 1999 року в країні були проведені другі загальнонаціональні демократичні вибори, в яких знову переконливу перемогу одержав Африканський національний конгрес. Лише одного голосу не вистачило АНК для формування конституційної більшості (2/3) у національному парламенті. Нельсон Мандела пішов на пенсію і передав владу своєму молодшому соратнику Табо Мбекі.

### Нова Конституція
Нова демократична конституція, схвалена Конституційним Судом ПАР у Шарпевілі 1996 року, стала втіленням усіх мрій та сподівань південноафриканців. Вона стала надійним гарантом захисту прав усіх і кожного від будь-яких проявів расизму. Конституція проголошує федеральний устрій країни, влада в якій належить центральному урядові та дев'яти провінційним урядам. Вона розмежовує повноваження, забезпечує звітність та визначає відповідальність, і узаконює „Білль про Права“. Вона також закріплює соціально-економічні права, включаючи право на житло, освіту, медичне обслуговування, доступ до продуктів харчування та води, соціальні гарантії. Конституція гарантує виконання „Біллю про Права“ у горизонтальній площині, тобто його положення обов'язкові до виконання як кожним окремим громадянином, так і державою. Судочинство підпорядковане загальному законодавству і покликане розвивати у громадян Усвідомлення понять справедливості і правосуддя. Конституція також визнає традиційні засади самоуправління та общинні закони, якщо вони не суперечать чинному законодавству.
Все прогресивне людство планети вітало прийняття цієї конституції, проте деякі партії критикували її за те, що вона не надає більших прав провінціям. Однак нею була запроваджена концепція кооперативного управління», згідно з якою всі суперечки між різними ешелонами влади вирішуються шляхом переговорів або через посередництво арбітражу. Були розроблені комплексні механізми для вирішення суперечок між Національною Асамблеєю і новоствореною Радою у справах провінцій, і така система визначає повноваження влади на провінційному рівні, забезпечує право встановлювати прямі політичні та економічні стосунки між місцевою владою та вищими ешелонами влади. Впроваджені також механізми забезпечення стабільності роботи як місцевих органів самоуправління, так і провінційних урядів.

### Сучасний розвиток
До найбільших проблем Південної Африки після закінчення апартеїду відносяться злочинність та розповсюдження СНІДу. ПАР займає одне з перших місць у світі з кількості вбивств та пограбувань. Лише у 2001 р. було зафіксовано понад 32 тис. убивств. В травні 2008 по ПАР прокотилися безлади, спрямовані проти чорношкірих мігрантів з сусідніх країн, головним чином із Зімбабве.
Апартеїд змінився дискримінацією білого населення ПАР. З початку 1990-х років у ПАР було вбито понад 1500 білих фермерів. Більшість білих громадян Південної Африки живуть зараз у закритих поселеннях під охороною. З 1994 р. за кордон емігрувало більше ніж 250 тис. білих громадян.